# Avtosugestija
Avtosugestija je zaveden ali nezaveden proces, pri katerem sami sebe prepričamo ali sami sebi damo neko misel. Na tem temelji tudi oblika alternativne medicine, pri kateri zdravilec poskuša napeljati neko misel v zavest osebe, vendar pa je ta uspešna zgolj, če se spremeni v avtosugestijo pri osebi, kateri je namenjena.
Avtosugestija pomeni izvajanje principov sugestije na sebi preko samega sebe. Pri avtosugestiji igra posameznik dvojno vlogo - osebe, ki izvaja sugestijo in osebe, ki sugestijo sprejema. Težko je orisati mejno črto  med pojavom sugestije in avtosugestije - saj se združujeta na mnogih subtilnih stopnjah. Posameznik lahko na primer od zunaj sprejema vpliv, ki je posledica zunanje sugestije - in pod njenim vplivom lahko premišlja in razmišlja o njej in jo občuti, tako da se ideja v njem učvrsti. Iz tega stališča je sugestija njena osnovna stopnja. Vendar si nato ponavlja sugestijo pri sebi dvojno, ob samo-komunikaciji in pri pogovorih z drugimi, vse dokler se ni njen vpliv še bolj poglobil kot je bil tisti, ki je povzročil izvirni vpliv. Ta sekundaren efekt je avtosugestija.

## Zgodovina
Utemeljitelj avtosugestije in t. i. Couejeve metode je francoski farmacevt in psiholog, Émile Coué [1857-1962]. Po začetku dela v Troyesu je opazil, da se je stanje bolnikov, pri katerih je poleg zdravljenja z zdravili tudi s pogovorom zagotavjal pozitivne učinke zdravila, občutno bolj izboljšalo v primerjavi z bolniki, katerim ni rekel nič. To ga je usmerilo k raziskovanju moči hipnoze in domišljije ter postavitvi temeljev avtosugestije. 

## Ozadje
V človeku obstajata dve bitji povsem ločeni eno od drugega, volja (zavest) in nezavedno (mišljenje). Predvsem v avtosugestiji ne sme posredovati volja. Potrebno je obvladati mišljenje. Kajti kadar se volja nahaja v nasprotju z mišljenjem, vedno zmaga mišljenje brez izjeme. V vsakodnevnem življenju je uporaba sugestije nezavedna. Da bi pridobili dobre rezultate in da bi se naše želje izpolnile, mora biti naša sugestija zavestna.

## Coujeva metoda / uporaba avtosugestije
Najprej je treba dobro določiti predmet avtosugestije in zatem pri sebi to večkrat ponoviti. Vse te sugestije je treba izgovarjati
monotono in polglasno, poudarjajoč pri tem pomembne besede. Delovati morajo tako, da oslabijo pozornost in oseba ne misli na nič drugega. Ta postopek ponavljamo redno vsak dan, zjutraj in zvečer. Če naše nezavedno sprejme sugestijo in podana misel preide v avtosugestijo, bomo opazili, da so se začele naše želje izpolnjevati. To je vpliv misli na psihično in fizično bitje človeka.